# スパイ技術
スパイ技術（すぱいぎじゅつ）は、スパイが当然身につけなければならないスキルであり技術である。

## 概説
現代のスパイはジェームズ・ボンドのような派手な活躍をする者たちではなく、前世紀のような古典的な軍事・政治スパイはもはや存在しない（破壊工作等々は現代では軍の特殊部隊の仕事である）。007との共通点はハイテクと装備を持っている一点のみである。敵の中に潜入し、溶け込んで共同生活を送り、その国の言語を話して彼らを欺かねばならない。その為にはタフで且つ粗野でそして冷酷な性格も時には必要になる。
スパイは何らかの軍事的教育を受け、武器・兵器の使用法、護身術、その他自分が捕らえられた時の尋問耐久訓練も受けなければならない。その次に監視術も学ぶが、最も危険なのは工作担当者（ケース・オフィサー）である。警察の捜査活動や忍者の活動もここに含む。実際のスパイ活動は非常に地味でつまらず、場合によっては危険なのに、給料が安いから、先進国ではあまり進んでやりたがる人がいないため、SISのように新聞広告で募集しているケースもある。

### まず「スパイ」になる

#### 観察力、思考力、対応力、記憶力、分析力を鍛える
スパイは如何なる場所、時間、出来事、人物についても観察し、記憶し、思い出すことが出来ること、これが重要である。これは軍隊で鍛えられる場合が多い。スパイは初めて入った部屋にある物や、車のナンバープレート等、訓練を積んだ者は、通り過ぎた家の窓の数も思い出せる。これは絶え間無い訓練によって身につける。
また、何故あのような事が起こったのか等と論理的思考をすることを求められる。常識や既成概念を排除し、水平思考を求められるのである。
また、柔軟的思考力も求められ、激変する環境や過酷な現場に、その状況に応じた対応力も求められる。人々は何を自分に期待しているのか？ その都度自分の態度を変える。ビジネスマンならビジネスマン、乞食なら乞食などのように相応しい行動をとる。そして人々に関心を持つことで自分への注意を逸らせる。愚か者は隙さえあられば自分の管理下に置き利用する。人々の自慢する物を褒め称えることなどで有益な情報を引出し、また、感情につけ込む。有効な一つの切出し方は「宝くじが当たった」等と云うと労せずエージェントが獲得できる。また自分の直感への分析力も必要だ。リスクを予測することで問題点を洗い出し、計画を練り、自らと相手の行動を分析し、確実な情報に基いて行動する。

#### スパイの思考法
- 危険な状況、場所では常に攻撃的に行動する。敵も攻撃的だから屈しないことを示す。
- 自らの強み・弱みを知り、失敗しそうなら行動しない。
- 自分の担当区域とそこの住民たちと仲良くなり知り抜く。
- ニセ経歴を持ち、住民や敵を信用させる。
- 脱出、脱走の機会、潮時を知り、常に逃走経路を確保する。
- 捕獲されても逃走をあきらめない。

#### 偽経歴を作る
諜報を行う者は可能な限り偽物と気づかない偽経歴を作る必要がある。年齢、出身地、学歴、趣味、嗜好など、あらゆる物を具体的に織り込む。スパイという物は、多くの場合、大使館職員や政府使節団として潜入するが、一部の国では武官（スパイマスター）がその国で働いているスパイを守る役目をする。その国と新しく取引が成立した第三国のビジネスマンをスパイとしてスカウトすることも普通に行われる。偽経歴と正当な渡航理由を与えられ、スパイ教育を行い、その技術を身につけさせ、スパイとして潜り込ませる。

### エージェント獲得
スパイには協力者（エージェント）がいなければならない。
彼らは自分たちを工作担当者とみなしているが、ハンドラー（調教師、エージェント管理者）と呼ばれ、エージェントを捜し、教育し、敵国に潜入させる。情報機関の人員募集は嘘、策略、人を利用することの上に成り立っている。採用されたエージェントは二つに分かれる。
- プライマリー・エージェント……情報収集に直接携わる。
- アクセス・エージェント……仲介役を務める。

資金はハンドラーへ渡され、新人エージェントへ分配される。資金は情報機関の予算から出ることもあれば、武器や麻薬の密売で自ら捻出することもある。
ハンドラーが持つ効果的なツールはまるで本当かのような嘘をつく能力である。

#### エージェント候補
- 隙のある人物、あるいは不満を持つ人物。
- 祖国を捨てた亡命者。
- 減刑を求めている政治犯、もしくは囚人。
- 捕獲され「寝返った」他国のエージェント。二重スパイ。
- ゆすりや脅しが効く人物。
- 金銭的報酬につられやすい人物。

#### 扱いやすい人物を利用する、弱みを握る
例えば肉親を人質に獲得対象者を脅す、時に失敗するよう仕向け或いは陥れ弱みを握る、といった手法のほか、政治的な思想などの妄信的な信者を唆し利用することも、世界各国でおこなわれる。

#### セックスによる獲得
KGBは以前セックスによるエージェント獲得訓練を行っていた。旧約聖書のサムソンが女体に溺れ敵に捕獲された例などを挙げながら訓練を行う。異性をエージェントとして獲得する理由は、期待する以上の情報獲得が見込まれる場合が多いからである。特に男が女をエージェントにする場合が多く、女は繊細で用心深く、目立たない、大人しい、奥ゆかしいなどの理由から全般に優秀なエージェントと成りやすい。
異性にアプローチする訓練は、候補者の心理的動向を確かめ、振舞い方等を研究して接近し、どうすれば相手が気に入るかテストを繰返し、相手がその気になればそのまま深い関係になる。相手に尽くし、例え生理的に耐えがたくとも平気で性交渉を重ね、身も心も自らに心服させる。相手が同性愛主義者やSMを好む変態主義者は少し違い、隠しカメラ、ビデオでその彼らの行為を写し、脅迫する。セックスを使ったエージェント獲得方法は今も昔も高い成功率を収めている。
異性愛者とセックスで懐柔する作戦は世界中の情報機関で行われている。セクシーな女性を部屋におけばよいだけ。「甘い罠（ハニートラップ）」と呼ばれる作戦は、写真だけで威しをかけるのではなく、女性が妊娠した、少年がエイズだ、と嘘を告げるとターゲットに圧力をかけることが出来る。

#### 警察
警察に協力する民間人を隠語で「S」または「檀家」という。「S」とは、「スパイ」の頭文字ではなく「捜査協力者」の頭文字である。犯罪組織の構成員や前科者、以前刑事が取調べた者、又は被害者のこともある。中には偽の情報を持ってくる者もいて、それは隠語で「天ぷら情報」と呼ばれる。Sとして使うに値する人間かを見極める方法は、まずS候補者に犯罪の世界では有名な人間の写真を見せ、捜査情報を流す。そして信頼している別のSからその捜査情報が上がってくれば、S候補者が捜査情報を漏らしたということであり、信頼できないので不合格にする。情報の受渡しはカラオケボックスやサウナで行われる場合が多い。録音機などの装備を持っていないので話もしやすく、お互いに信頼感が生まれやすい。謝礼は五千円から一万円である。檀家を警察が定期的に犯罪情報が無いかどうかとして巡廻することを「檀家回り」という。